# Scalptia
Scalptia is een geslacht van weekdieren uit de klasse van de Gastropoda (slakken).

## Soorten
- Scalptia aliguayensis Verhecken, 2008
- Scalptia androyensis Verhecken & Bozzetti, 2006
- Scalptia articularoides Verhecken, 1995
- Scalptia christiei (Finlay, 1924) †
- Scalptia contabulata (G. B. Sowerby I, 1832)
- Scalptia crenifera (G. B. Sowerby I, 1832)
- Scalptia crispa (G. B. Sowerby I, 1832)
- Scalptia crispatoides Verhecken, 2008
- Scalptia crossei (Semper, 1861)
- Scalptia foveolata (G. B. Sowerby II, 1849)
- Scalptia harmulensis Verhecken & Van Laethem, 2015
- Scalptia haweraensis (Laws, 1940) †
- Scalptia hystrix (Reeve, 1856)
- Scalptia kaiparaensis (Laws, 1939) †
- Scalptia laingensis Verhecken, 1989
- Scalptia maoria (P. Marshall & R. Murdoch, 1921) †
- Scalptia mercadoi Old, 1968
- Scalptia nassa (Gmelin, 1791)
- Scalptia obliquata (Lamarck, 1822)
- Scalptia pukeuriensis (Finlay, 1930) †
- Scalptia richardi Verhecken & Van Laethem, 2015
- Scalptia scalariformis (Lamarck, 1822)
- Scalptia scalarina (Lamarck, 1822)
- Scalptia scalata (G. B. Sowerby I, 1832)
- Scalptia textilis (Kiener, 1841)
- Scalptia vangoethemi Verhecken, 1995
- Scalptia verreauxii (Kiener, 1841)
- Scalptia vinnulum (Iredale, 1925)
- Scalptia waikaiaensis (Finlay, 1924) †